# Polówka pustotrzonowa

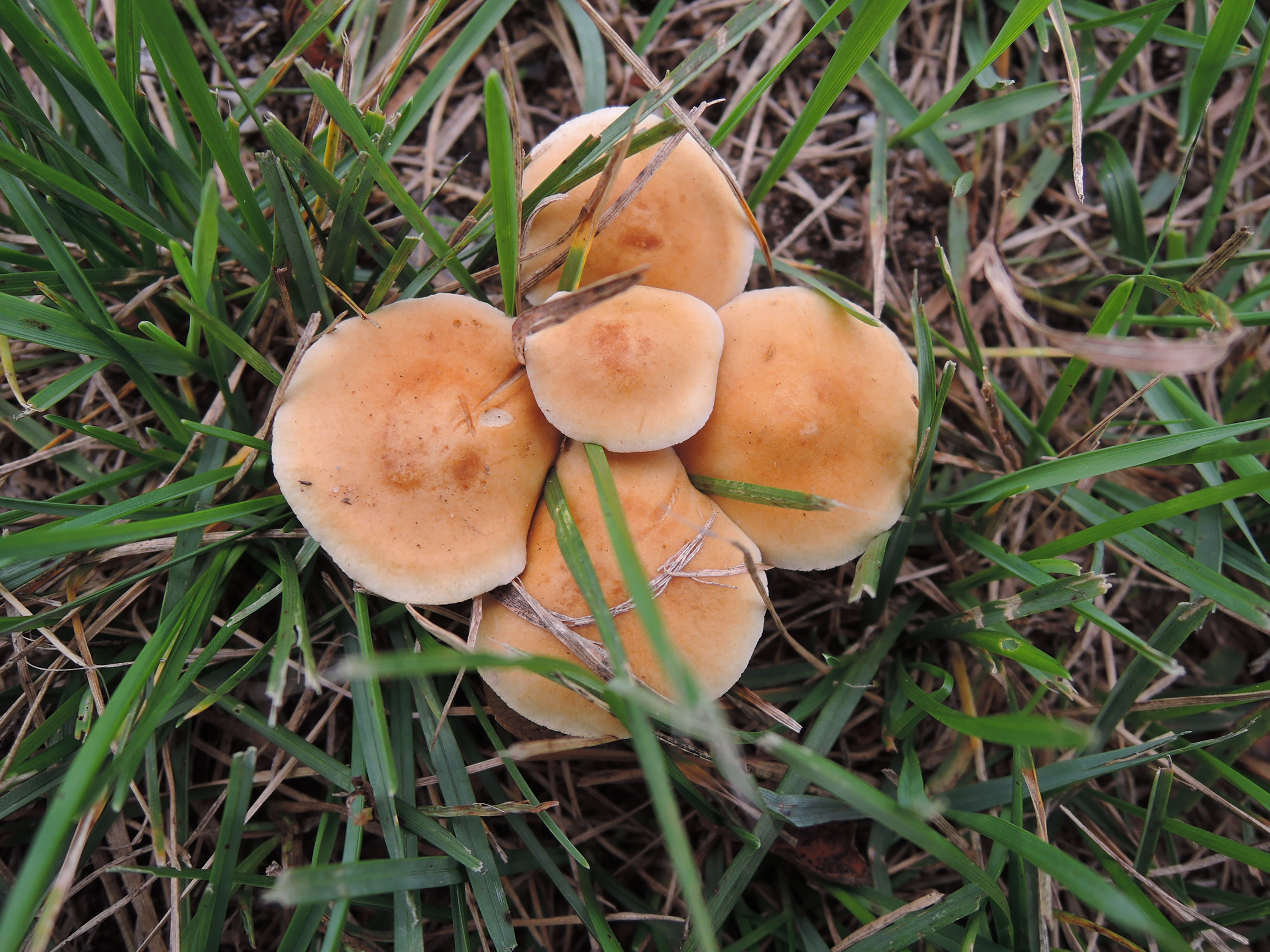

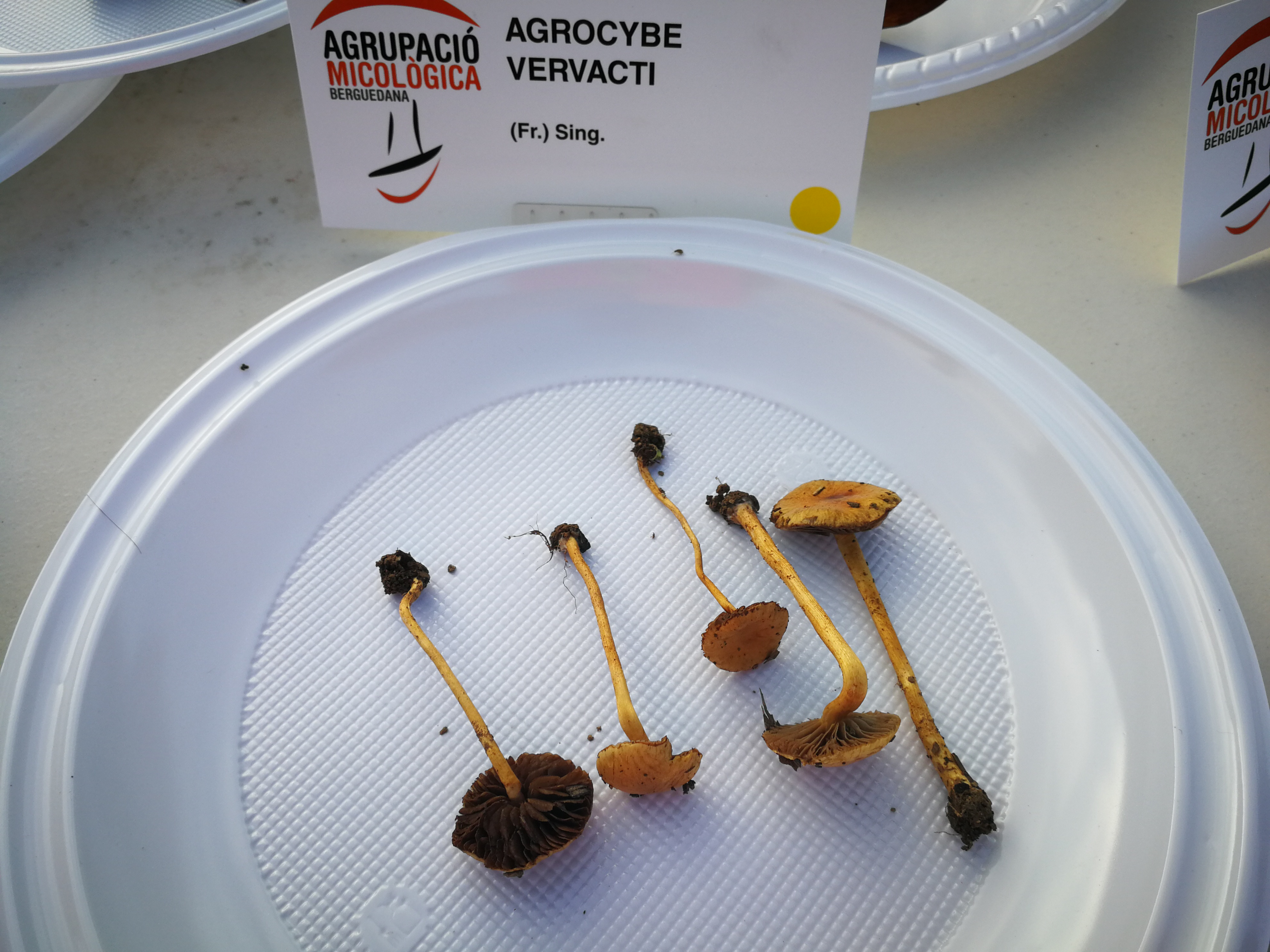

Polówka pustotrzonowa (Agrocybe vervacti (Fr.) Singer) – gatunek grzybów z rodziny pierścieniakowatych (Strophariaceae).

## Systematyka i nazewnictwo
Pozycja w klasyfikacji według Index Fungorum: Agrocybe, Strophariaceae, Agaricales, Agaricomycetidae, Agaricomycetes, Agaricomycotina, Basidiomycota, Fungi.
Po raz pierwszy gatunek ten opisał w 1821 r. Elias Fries pod nazwą Agaricus vervacti. Obecną, uznaną przez Index Fungorum nazwę nadał mu Rolf Singer w 1936 r.
Synonimy:
- Agaricus vervacti Fr. 1821
- Agrocybe pediades var. vervacti (Fr.) Singer, 1950
- Hylophila vervacti (Fr.) Quél. 1886
- Naucoria vervacti (Fr.) Quél. 1872
- Simocybe vervacti (Fr.) P. Karst. 1879

Polską nazwę zaproponował Władysław Wojewoda w 2003 r.

## Morfologia
Kapelusz
Małych rozmiarów, u młodych półkulisty, potem wypukły, a w końcu płasko-wypukły z dużym centralnym garbem, czasami tylko lekko zaznaczonym. Brzeg lekko pofalowany. Powierzchnia o barwie żółtawej, żółtopomarańczowej, żółtobrązowawej, na brzegu czasem odbarwiona, biaława, podczas suchej pogody błyszcząca, podczas deszczowej nieco lepka.
Blaszki
Przyrośnięte lub zbiegające ząbkiem na trzon, nieliczne z międzyblaszkami, u młodych białawe, potem kremowe, w stanie dojrzałym brązowawe, jaśniejsze od powierzchni kapelusza.
Trzon
Smukły, na ogół cylindryczny, ale nierzadko zakrzywiony w kierunku podstawy, gdzie kończy się małą bulwką, początkowo pełny, ale wkrótce pusty. Powierzchnia pokryta drobnymi włókienkami, biaława do kremowej, z żółtawymi odcieniami.
Miąższ
Bardzo cienki, białawy lub jasnokremowy, o słodkim smaku i lekkim grzybowym zapachu.
Cechy mikroskopowe
Zarodniki 8,0–9,0 × 5,0–6,0 µm, o kształcie cytryny lub elipsoidalne, z mało wyraźnym wierzchołkiem, gładkie. Podstawki 25–30 µm, dwu lub czterosterygmowe, maczugowate. Cheilocystydy 30–45 µm z szyjką o średnicy 10 µm, wierzchołek 2,5–3,0 µm, szydłowaty, baryłkowaty lub główkowaty.

## Występowanie i siedlisko
Znane jest występowanie polówki pustotrzonowej w niektórych krajach Europy i dwóch miejscach w Ameryce Północnej. W północnych i środkowych Włoszech jest dość pospolita. W Polsce jest rzadka. W. Wojewoda w 2003 r. przytoczył 3 jej stanowiska w Polsce, w tym jedno z 1918 r. i proponował umieszczenie jej na czerwonej liście gatunków zagrożonych w kategorii E (gatunki wymierające). Bardziej aktualne stanowiska podaje internetowy atlas grzybów. Umieszczona w nim jest na liście gatunków zagrożonych, wartych objęcia ochroną.
Grzyb saprotroficzny. Występuje w lasach sosnowych, na obrzeżach dróg, na polanach, na skraju lasu, na łąkach.

## Gatunki podobne
Charakterystycznymi cechami polówki pustotrzonowej są niewielkie rozmiary, żółtawy kapelusz o pomarańczowym odcieniu, słodkawy smak, butelkowate cheilocystydy i zarodniki z mało widocznymi porami rostkowymi. Na tych samych siedliskach występuje polówka półkulista (Agrocybe pediades). Makroskopowo odróżnia się większym, półkulisto-wypukłym lub półkulisto-dzwonkowatym kapeluszem i mączystym zapachem, mikroskopowo większymi zarodnikami i cheilocystydami, które nigdy nie mają szydłowatych wierzchołków. Polówka wczesna (Agrocybe praecox) jest większa i smuklejsza, ma kolor bladoochrowy lub orzechowy, mączysty zapach, trwały, prążkowany pierścień i gorzki smak ujawniający się pod dłuższym żuciu.